# Lijst van wijnstreken in Portugal
In Portugal treft men de volgende wijnstreken aan.

## Vinho Verde
De Vinho Verde is een wijnstreek in het noorden van Portugal, rond de steden Braga en Viana do Castelo en eindigend in Porto. Het zuiden van de streek is langs de Rio Douro; het noorden aan de rivier Minho. De Atlantische Oceaan zorgt er voor een gematigd klimaat met overvloedige regenval. De bodem bestaat uit graniet met, aan de oppervlakte, zand en humus.
De Vinho Verde is het grootste DOC-gebied van Portugal en door de export, de meest gekende wijn, na Porto. Uit de Vinho Verde komt evenveel rode wijn als witte (Alvarinho, Loureiro, Trajadura, Avesso en Pederna).
De naam Vinho Verde verwijst níét naar de groene schijn, die de witte wijn heeft, maar naar het feit dat de groene oogst vroeg in de zomer plaatsvindt en dat de wijnen jong op de markt worden gebracht. De wijnen zijn licht mousserend, bij de goedkope soorten wordt koolzuur toegevoegd. De betere krijgen het koolzuur als gevolg van de malolactische gisting waar het wrange appelzuur wordt omgezet in melkzuur. De wijnen hebben een hoog zuurgehalte en zijn zeer fris in de mond.
De witte wijnen zijn meestal assemblages, die verschillen van regio tot regio, doch zijn steeds verfrissend, vinnig en laag in alcohol (wettelijk minimum is 8%). Naast de Alvarinho worden de beste Vinho Verdes gemaakt als cépage met name Loureiro en Trajadura. Uitzondering zijn de wijnen van de Alvarinho, die minstens 11,5% alc.vol moeten hebben.
De rode wijnen zijn dikwijls wrang, doch steeds droog en mousserend. Ze worden zelden uitgevoerd.
Beste Alvarinho's zijn van Deu la Deu, Palácio da Brejoeira en Adega de Monção.

## Douro
Deze streek in het noordoosten van Portugal is bekend door de productie van portwijnen. De helft van de oogst gaat daarnaartoe. De andere helft wordt gebruikt voor de rode Dourowijn. Rio Douro betekent "rivier van goud". De streek wordt onderverdeeld in drie zones:
- Baixo Corgo, 13.500 ha groot, van Barquieros tot Barrô
- Cima Corgo, 17.000 ha groot
- Douro Supérior, 8000 ha groot, tot aan de Spaanse grens

Er zijn ongeveer 100 druivensoorten in gebruik. De meest gebruikte zijn Bastardo, Mourisco Tinto, Tinta Roriz en Tinta Francisca voor rood; Malvasia, Rabigato, Viosinho en Donzelinho voor wit.
Men onderscheidt er twee types wijngaarden. Ten eerste deze waar de menselijke arbeid terug te vinden is: de terrassen op de steile berghellingen. Deze noemt men Antrossolos Aritico. De bodem bevat 1 à 1,3m verhakkelde rotsbrokken aan de bovenzijde. Daaronder schiste. Een tweede soort zijn de wijngaarden, waar enkel wat genivelleerd werd.
Het klimaat wordt beheerst door de bergen Marão en Montemuro, die de gaarden beschermen tegen zware regenval en winden. De winters zijn er mild, de zomers zeer heet. Regenval tot 200mm in Baixa Corgo.
De wijnen moeten min 11% alc.vol hebben. Witte wijnen moeten 9 maanden vatlagering hebben; rode 18 maanden.
De wijnhuizen heten er quinta. Sommigen produceren nu tevens eigen portwijn, welke in overeenstemming is met de wetgeving in Villa Nova de Gaia. De streek maakte tafelwijnen tot het DOC werd in 1982. Het porthuis Ferreira bracht de eerste Douro-wijn van hoge kwaliteit op de markt. Dit voorbeeld werd gevolgd door menig ander porthuis.

## Dão
Dão is een wijnregio in het binnenland van Portugal, onder de Dourovallei, aan de Rio Dão. De bodem bevat veel graniet, waarin rode wijnstokken goed gedijen. Voor de aanplant van de stokken gebruikt men dynamiet om gaten in het graniet te blazen. De meeste wijnen uit dit gebied zijn van lage kwaliteit op een paar uitzonderingen na zoals de Quinta dos Roques. Als gevolg van de slechte kwaliteit, tot voor een aantal jaren terug, verkeren veel producenten in financiële problemen en zitten met enorme voorraden.
De laatste vijf jaar is men wel met een enorme inhaalslag bezig en stijgt de algehele kwaliteit met het jaar alsook de uitstraling van de flessen.
Een wet stelde dat alle druiven geleverd moesten worden aan coöperatieven, de EU-wetgeving heeft dit gebod opgegeven. De jongere wijnboeren, produceren jonge fruitige, frisse en moderne wijnen, alhoewel men aanraadt minstens tien jaar kelderrust te gunnen.

## Bairrada
De Bairrada is een wijnregio tussen Dao en de zee, in de noordelijke helft van Portugal, ten noorden van Coimbra. De bodem bevat veel klei (barro), waardoor de wijnen krachtig en vol zijn. 75% van de productie is rood. De belangrijkste druivensoort is de Baga, die zich moeilijk laat vinifiëren. Bij slordigheid geeft deze een wrange wijn met bittere tannines. De witte wijnen zijn rokerig en appelachtig, van de druiven Bical, Fernão Pires en Rabo de Ovelha. De wijnen moeten minimaal 11% alc.vol hebben en 18 maanden op vat worden gelegerd.
Uit deze regio komt de Matheus Rosé. Het is een lichtzoet sprankelende wijn en perzikaroma. De invoer van Portugese wijnen in België bestaat voor 50% uit deze wijn.

## Oeste
De Oeste is de verzamelnaam voor zes IPR-streken aan de westkust van Portugal: Encosta d’Aire, Alçobaça, Obidos, Alenquer, Torres Vedras en Arruda. Deze streken zijn minder belangrijk qua kwaliteit, maar leveren een hoge kwantiteit.

## Bucelas
De Bucelas is een piepkleine DOC ten zuiden van Arruda. In de Bucelas worden alleen witte wijnen gemaakt en wel uit de rassen Arinto de Bucelas en de Sercial.

## Colares
De Colares is een piepkleine DOC aan de winderige rotsen ten westen van Lissabon. Het is een van de weinige gebieden die ontsnapt is aan de druivenluis die rond 1864 alle wijngaarden in Europa heeft vernietigd. Sedertdien worden de wijnstokken in Europa geënt op Amerikaanse onderstokken. 
In dit gebied wordt door mannen met grote stro hoeden gaten gegraven in het duinzand van 3-5 meter diep om de druivenstokken aan te planten in de klei grond. Door deze diepe ligging kon de druifluis zich niet nestelen op de wortel. Als gevolg van de zeer arme grond gaat de wortel extreem diep, tot wel 100 meter en meer. Hierdoor doorboort de stok zeer veel verschillende bodemsamenstellingen. Dit leidt tot mineralige en zilte wijnen, die goed kunnen rijpen.
In de regel komen de wijnen (wit en rood) pas op de markt als ze een jaar of 10 oud zijn. Zowel de witte als de rode wijnen kunnen vele 10-tallen jaren ouderen. 
Sedert 1990 vindt weer langzaam aan nieuwe aanplant plaats. De oude stokken van meer dan 100 jaar oud verdwijnen daardoor en dit gaat ten koste van het karakter van de wijnen.
Bekendste producent is Paulo da Silva met de wijnen Beira Mar (nu RibaMar), Casal d'Azenha en daarnaast uiteraard de Colares Chitas. Het gebied behoort tegenwoordig tot de Estremadura.

## Península de Setúbal
Palmela is een D.O. ten oosten van Lissabon en D.O.C. sinds 1990 en behoort tot de wijnstreek Península de Setúbal. Een van de nieuwe kwaliteitsstreken van het land. In de Palmela worden rode kruidige en peperige wijnen geproduceerd van de Castelãodruif, witte gastronomische wijnen van Arinto, Antão Vaz, Fernão Píres, Moscatel (droog) en soms gebruikt men wat Chardonnay en Viognier. Daarnaast rosé van meestal Castelão met soms wat Syrah erbij en tevens zoete muskaatwijnen.
Kwaliteitsproducenten zijn onder andere Casa Ermelinda Freitas en de coöperatie van Pegões.
De D.O.C. Moscatel de Setúbal brengt een zoete muskaatwijn voort gemaakt van Moscatel (d'Alexandrië) of Moscatel Roxo. Gemaakt volgens dezelfde methode als port. Na het toevoegen van alcohol aan de most, laat men de velletjes van de druiven trekken in de most, zodat de wijn de volledige aroma’s van de druif opneemt. De wijnen rijpen 0 tot meerdere jaren op vat (meestal oude Cognac of Armagnac vaten), alvorens te bottelen. De Moscatel gemaakt van de Moscatel Roxo krijgt in de loop der jaren een donkerbruine kleur en kan in sommige gevallen decennia (tot wel 70-80 jaar)op fust "rijpen" alvorens deze gebotteld wordt.

## Arrabida
De Arrabida is een heuvelachtige streek rond Setúbal, waar veelbelovende rode wijnen geproduceerd worden. Hier wordt Chardonnay verbouwd. Bekend is de Cova de Ursa.

## Alentejo
De Alentejo bestaat uit 13.000 ha wijngaarden in het zuidelijke binnenland, niet ver van de Spaanse grens, aan de rivier de Taag. Het landschap is er dor, vlak, droog en rotsachtig. Men vindt er tevens de kurkeiken, olijfbomen en tarwevelden.Bodem is veelal graniet en leem.
Door het grote succes van Herdade do Esporão kwam de productie van kwaliteitswijnen op gang. Inmiddels worden de wijnen uit deze streek ook in Portugal het meest gedronken.De streek bestaat uit drie IPR-zones en vijf DOC-zones, die niet aaneensluitend zijn. De DOC-wijnen hebben veel body en fruit en zijn donkerrood. De belangrijkste druivensoorten voor rode kwaliteitswijn zijn Tempranillo,Trincadeira, Alicante Bouschet en de Touriga Nacional. Ook Cabernet Sauvignon en Syrah wordt verbouwd. Voor witte kwaliteitswijn zijn het de Síria, Palomino Fino, Arinto de Bucelas en Antão Vaz. Door het warme weer in de regio,35-45 graden is normaal in de zomer, hebben de druiven vaak een gebrek aan zuren. De Arinto bekend uit de streek Bucelas wordt hier dan ook hoofdzakelijk gebruikt vanwege zijn hoge zuurgraad. Er wordt 60% rode en 40% witte wijn gemaakt. Het alcoholgehalte is minstens 11%, maar 14% is normaal. De beste wijnen van Portugal komen uit deze streek en de Douro. 
De beste rode wijnen uit deze streek zijn onder andere de Torre do Esporão, Mouchão Tonel 3-4,Pera Manca, Marques de Borba reserva. 
De beste witte wijnen zijn onder andere Esporão reserva, Pato Frio Antão Vaz, Gáudio Verdelho, Pera Manca.

## Moscatel de Setúbal
Op het schiereiland van Setúbal (wijnstreek Península de Setúbal), onder Lissabon, worden zoete witte wijnen van de Moscatel (d'Alexandrië) en Moscatel Roxo gemaakt, volgens dezelfde methode als port. Na het toevoegen van alcohol aan de most, laat men de velletjes van de druiven trekken in de most, zodat de wijn de volledige aroma’s van de druif opneemt. De wijnen rijpen 0 tot meerdere jaren op vat (meestal oude Cognac of Armagnac vaten), alvorens te bottelen. De Moscatel gemaakt van de Moscatel Roxo krijgt in de loop der jaren een donkerbruine kleur en kan in sommige gevallen decennia (tot wel 70-80 jaar)op fust rijpen alvorens deze gebotteld wordt.

## Carcavelos
De wijngaarden van de Carcavelos bevinden zich tussen Lissabon en Colares, aan de kust rond Setúbal. De wijnboeren probeerden te wedijveren met de porto. Deze wijn wordt op identieke manier geproduceerd.